# Premier Division 2010-2011 (Gibilterra)
La Premier Division 2010-2011 è stata la 112ª edizione della massima serie del campionato di Gibilterra di calcio. La stagione è iniziata il 9 ottobre 2010 e si è conclusa il 18 aprile 2011. Il Lincoln ha vinto il torneo per la sedicesima volta nella sua storia.

## Squadre partecipanti
- Gibraltar Utd
- Glacis United
- Lincoln Red Imps
- Lynx
- Manchester 62
- St Joseph's

## Classifica
|                       | Pos. | Squadra       | Pt | G  | V  | N | P  | GF | GS | DR  |
| --------------------- | ---- | ------------- | -- | -- | -- | - | -- | -- | -- | --- |
| Gibilterra (bandiera) | 1.   | Lincoln FC    | 52 | 20 | 16 | 4 | 0  | 72 | 22 | +50 |
|                       | 2.   | Glacis United | 36 | 20 | 10 | 6 | 4  | 36 | 32 | +4  |
|                       | 3.   | Manchester 62 | 27 | 20 | 8  | 3 | 9  | 34 | 41 | -7  |
|                       | 4.   | Gibraltar Utd | 23 | 20 | 7  | 2 | 11 | 31 | 40 | -9  |
|                       | 5.   | St Joseph's   | 22 | 20 | 6  | 4 | 10 | 27 | 43 | -16 |
|                       | 6.   | Lynx          | 10 | 20 | 3  | 1 | 16 | 18 | 50 | -32 |

Legenda:

      Campione di Gibilterra
Note:

Tre punti a vittoria, uno a pareggio, zero a sconfitta.

## Verdetti
- Campione di Gibilterra:  Lincoln Red Imps